# Бокхорст, Иоганн
Иоганн Бокхорст (нем. Johann Bockhorst, также Jan Boeckhorst, по прозвищу Langer Jan (Длинный Ян); 1604, Мюнстер — † 21 апреля 1668, Антверпен) — голландский художник эпохи барокко, уроженец Германии.

## Жизнь и творчество
Родился в зажиточной бюргерской семье. Отец будущего живописца, Генрих, был известным юристом, членом городского совета и в 1619—1627 годы — бургомистром Мюнстера. Мать Катарина Хельскамп была дочерью судьи. Прадед Иоганна — Альберт Бокхорст, также по профессии юрист — был бургомистром Мюнстера в 1568—1572 годы. Иоганн был вторым по старшинству из 12 детей в семье.
Иоганн в 1620 году окончил католическую гимназию в Мюнстере и на следующий год стал каноником собора св. Климентия в Виззеле. Однако священником он не стал, и в 1626 году начинается его творческая жизнь живописца.
Иоганн приехал в Антверпен, где поступил учеником в мастерскую Якоба Иорданса и Антониса ван Дейка. В 1626—1627 годах он являлся членом магистрата Брюсселя и занимал должность при таможенной службе на судоходном канале Брюссель-Виллерброк.
В 1633—1634 годах он становится членом антверпенской гильдии художников св. Луки. В это время Бокхорст много и тесно работал с Рубенсом. В 1635 году он работает в Мадриде над рубенсовским охотничьим павильоном Torre de la Parada, а также над триумфальной аркой Pompa Introitus Ferdinandi, посвящённой посещению Анверпена инфантом Фердинандом.
В 1637—1639 годах художник совершил поездку по Италии, жил в Риме, где вошёл в группу работавших там нидерландских и фламандских живописцев. Среди них мастер получил прозвище «Доктор Фауст»; своему другому «имени» среди современников — Длинный Ян — обязан необычайно высокому росту.
В 1640 году Бокхорст по просьбе Елены Фоурмен дописывает неоконченный скончавшимся Рубенсом портрет жены. К 1650 году Бокхорст уже один из наиболее известных мастеров антверпенской школы. В этом качестве его рекомендуют шведской королеве Кристине на должность придворного живописца.
В 1650—1660 годах он много писал для церквей и монастырей Южных Нидерландов, картины религиозного содержания его кисти сохранились в Брюгге, Генте и в Ло. Также мастер неоднократно наведывался в родной Мюнстер. В 1654 году он пишет алтарное полотно для собора св. Мартина в этом городе «Месса св. Мартина» (ныне в городской художественной галерее). Его кисти также принадлежит алтарное полотно собора св. Морица «Христос на кресте».
Художник писал также полотна на исторические темы, занимался иллюстрированием книг в открытой в Антверпене типографии. Будучи весьма востребованным живописцем располагал достаточными денежными средствами, чтобы собрать коллекцию художественных произведений, в первую очередь современных ему мастеров.
Сам Бокхорст редко подписывал свои произведения, в связи с чем некоторые из его полотен приписывались Рубенсу и ван Дейку, с которыми художник был дружен.
Похоронен в церкви св. Якова в Антверпене.
Имя Бокхорста носит одна из улиц Мюнстера.

## Галерея
- Ахилл среди дочерей Ликомеда (ок. 1650), Старая Пинакотека, Мюнхен
- Крестьяне по пути на рынок (ок. 1630), Рубенсхус, Антверпен
- Аполлон и Дафна (ок. 1640), Музей Гетти, Лос-Анджелес
- Триумфирующий Христос отпускает грехи раскаявшимся грешникам (ок. 1660), Окленд, музей искусств
- Св.Барбара
- Аллегория Африки